# Jaime Jaramillo Uribe
Pour les articles homonymes, voir Jaramillo.
Jaime Jaramillo Uribe, né en 1917 à Abejorral, Antioquia, et mort le 25 octobre 2015 à Bogota, est un important historien colombien, considéré comme le « père de la nouvelle histoire en Colombie ». Il est fondateur du département d'histoire de l'université nationale de Colombie et de l'Anuario Colombiano de Historia Social y de la Cultura (es) (1963). Il fut aussi directeur de la revue Razón y Fábula de l'Université des Andes, et directeur scientifique du Manual de Historia de Colombia (Colcultura 1978-1980).

## Œuvres
- El pensamiento colombiano en el siglo XIX (1964)
- Entre la historia y la filosofía (1968)
- Ensayos de historia social colombiana (1969)
- Historia de la pedagogía como historia de la cultura (1970)
- Antología del pensamiento político colombiano (1970)
- Ensayos sobre historia social colombiana (1972)
- La personalidad histórica de Colombia y otros ensayos (1977)
- "Etapas y sentidos de la historia de Colombia", en "Colombia Hoy" (1978)